# Det förbjudna palatset
Det förbjudna palatset (pinyin: Dōng gōng xī gōng; förenklad kinesiska: 东宫西宫) är en kinesisk långfilm från 1996 i regi av Zhang Yuan. Filmen är baserad på en novell av kultförfattaren Wang Xiaobo.
Det förbjudna palatset är den första filmen från Folkrepubliken Kina med uttalat homosexuellt tematik. Filmens titel anspelar på Pekings Förbjudna staden vars angränsande parker Östra palatset och Västra palatset sägs vara ökända platser för nattliga möten mellan homosexuella.
Filmen spelades in utan kinesiska myndigheters vetskap och smugglades ut ur landet för postproduktion. Regissören Zhang Yuan blev som följd satt i husarrest.
Filmen hade svensk premiär 1999.